# Terraube
Terraube (gaskognisch Terrauba) ist eine französische Gemeinde mit 361 Einwohnern (Stand 1. Januar 2022) im Département Gers in der Region Okzitanien; sie gehört zum Arrondissement Condom und zum Gemeindeverband Lomagne Gersoise. Seine Bewohner nennen sich Terraubois/Terrauboises.

## Geografie
Terraube liegt rund 29 Kilometer nördlich der Stadt Auch im Norden des Départements Gers. Die Gemeinde besteht aus dem Dorf Terraube und zahlreichen Einzelgehöften. Verkehrstechnisch liegt die Gemeinde an der D42 abseits von bedeutenden Fernverkehrswegen.

## Geschichte
Der Ort liegt in der Lomagne, die im Mittelalter eine Vizegrafschaft war. Jahrhundertelang verwaltete die Familie De Galard den Ort. Noch heute sind sie die Schlossbesitzer. Die Gemeinde gehörte von 1793 bis 1801 zum District Lectoure, zudem lag Terraube von 1793 bis 2015 im Wahlkreis (Kanton) Lectoure. Die Gemeinde war von 1801 bis 1926 dem Arrondissement Lectoure zugeteilt. Dieses wurde 1926 aufgelöst und die Gemeinde Teil des Arrondissements Condom.

## Bevölkerungsentwicklung
| Jahr                       | 1962 | 1968 | 1975 | 1982 | 1990 | 1999 | 2006 | 2014 | 2020 |
| Einwohner                  | 520  | 504  | 522  | 500  | 435  | 381  | 388  | 389  | 378  |
| Quellen: Cassini und INSEE |      |      |      |      |      |      |      |      |      |

## Sehenswürdigkeiten mit Schlosskapelle
- Kirche Notre-Dame-de-la-Nativité
- Denkmal für die Gefallenen[1]
- Lavoir (ehemaliges Waschhaus)
- zahlreiche Wegkreuze und Madonnenstatuen
- Château de Terraube, Schloss aus dem 13. Jahrhundert, Monument historique seit 1988[2]

Quelle: